# Bezirksamt Wolfach

Lage der Bezirksämter in Baden im Jahr 1890

Das Bezirksamt Wolfach war eine von 1813 bis 1939 bestehende Verwaltungseinheit im Süden des Großherzogtums Baden.

## Geographie
Das Gebiet des Bezirksamtes erstreckte sich im mittleren Schwarzwald beiderseits des Oberlaufes der Kinzig. Nennenswerte Nebenflüsse waren die Wolf und die Schiltach. 1864 kamen noch die Gutach, 1936 Erlenbach, Nordrach und Harmersbach hinzu. Im Norden und Osten verlief die Grenze zum Königreich Württemberg mit den Oberämtern Freudenstadt und Oberndorf auf der gegenüberliegenden Seite. Abseits der Hauptorte waren die Siedlungsstrukturen geprägt durch zahlreiche kleine Weiler und Einzelhöfe.

## Geschichte

### Historischer Hintergrund

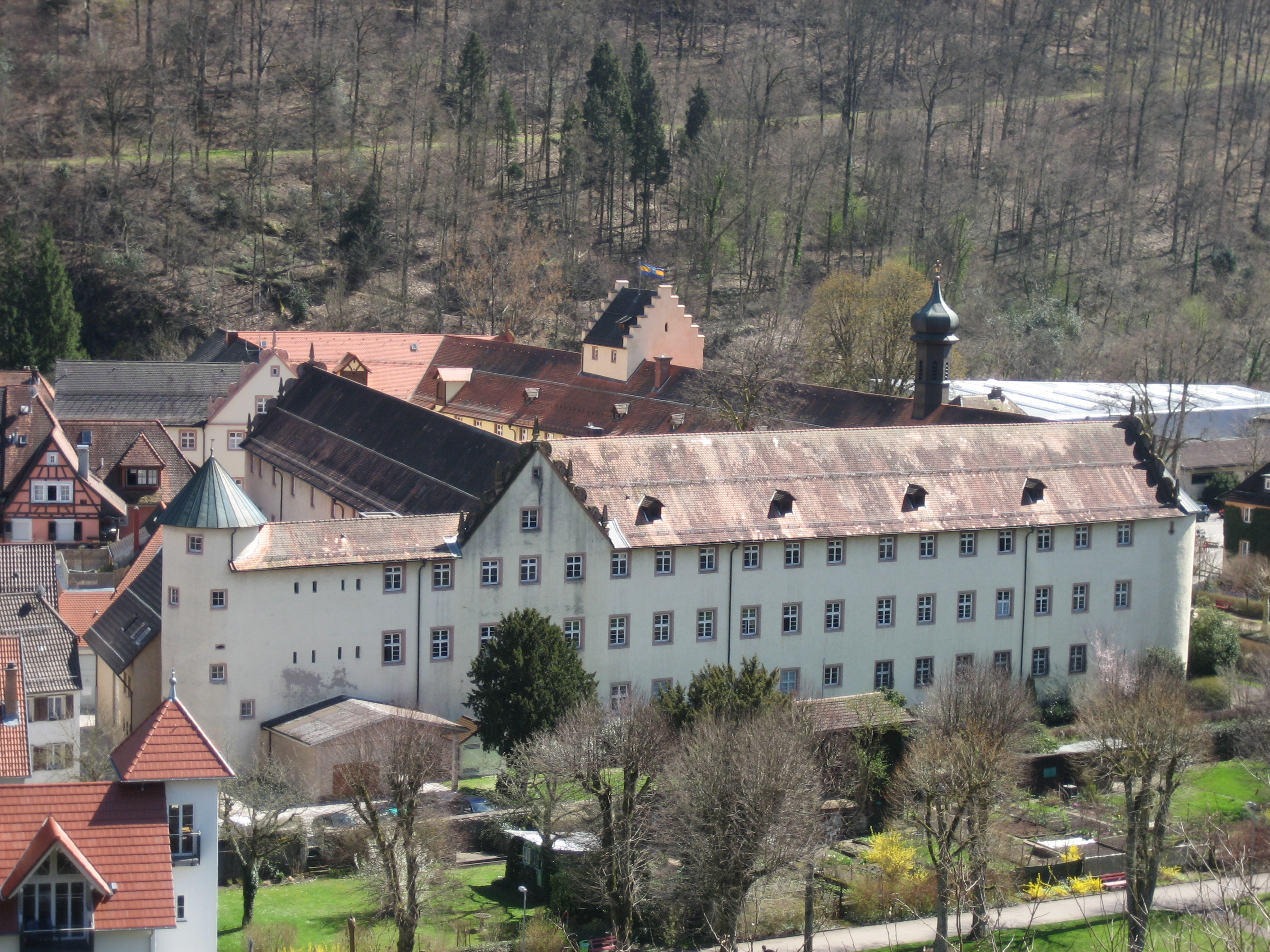
Schloss Wolfach, Sitz des Bezirksamtes

Den historischen Kern des Bezirksamtes bildete das im hohen Mittelalter entstandene Territorium der Herren von Wolfach, einem erstmals 1084 belegten Adelsgeschlecht, deren Stammsitz die Burg Wolfach war. Ende des 13. Jahrhunderts fiel es auf dem Erbwege an das Haus Fürstenberg. Im Spätmittelalter war Wolfach zeitweilig Residenz einer fürstenbergischen Nebenlinie. Unter dem Dach des Fürstentums Fürstenberg entstand schließlich das einem Landvogt unterstehende Oberamt Wolfach. Mit der Rheinbundakte von 1806 wurde das Haus Fürstenberg mediatisiert, ihr Fürstentum zum größten Teil der badischen Landeshoheit unterstellt. Dessen Regierung errichtete daher im Sommer 1807 das standesherrliche Amt Wolfach.

### Nach der Gründung

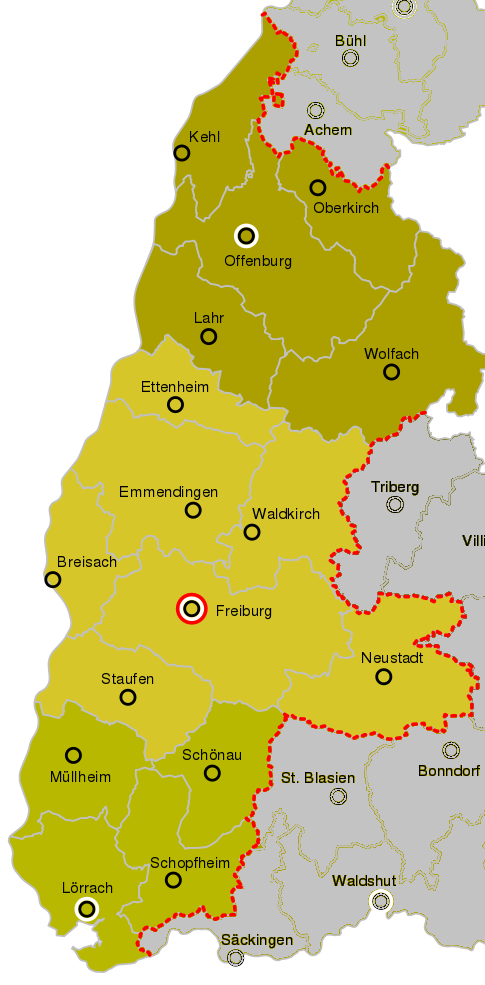
Wolfach und benachbarte Bezirksämter mit Stand 1890.

Nachdem die Aufhebung der Patrimonialgerichtsbarkeit 1813 eine einheitliche Zuständigkeit der Ämter ermöglicht hatte. wurde das fürstenbergische Amt Wolfach in das landesherrliche Bezirksamt Wolfach umgewandelt.
Bei dieser Gelegenheit wechselte die Stadt Hausach zum Bezirksamt Haslach, dafür kam vom Amt Hornberg Schiltach hinzu.
1824 wurde dem Haus Fürstenberg erneut die Zuständigkeit für die Rechtsprechung auf der unteren Ebene (die bis 1857 bei den Ämtern lag) zuerkannt. Das hiervon nicht betroffene Schiltach wurde daher an das Bezirksamt Hornberg umgegliedert. In der Folge firmierte das Amt nun als gemeinsames großherzoglich-badisches und fürstlich-fürstenbergisches Bezirksamt. Diese Phase endete 1849, Schiltach mit dem mittlerweile als eigenständig geführten Lehengericht zurückgegeben.
1857 wurde das Bezirksamt Haslach aufgelöst und dem Bezirksamt Wolfach eingegliedert. Für die ausgegliederte Rechtsprechung zuständig wurden die neu errichteten Amtsgerichte Wolfach und Haslach.
In der Folgezeit kam es sporadisch zur Neuzuweisung einzelner Ortschaften. Größere Zuwächse ergaben sich 1924 und 1936 aufgrund der Auflösung benachbarter Bezirksämter. Mit Inkrafttreten der Landkreisordnung vom 24. Juni 1939 wurde das Bezirksamt Wolfach in den Landkreis Wolfach umgewandelt.

## Orte und Einwohnerzahlen
1814 wird für das Bezirksamt von 9977, 1825 von 9018 Einwohnern berichtet.

### 1834
1834 waren es 9350 Menschen, die im Gebiet des Bezirksamtes lebten. Sie verteilten sich auf diese 10 Gemeinden:
| Gemeinde     | Einwohnerzahl |
| ------------ | ------------- |
| Wolfach      | 1.500         |
| Bergzell     | 442           |
| Einbach      | 662           |
| Kaltbrunn    | 559           |
| Kinzigtal    | 1.189         |
| Oberwolfach  | 2.085         |
| Rippoldsau   | 716           |
| Kniebis      | 262           |
| Schapbach    | 1.516         |
| Schenkenzell | 419           |

### 1852
Mit der 1849 angeordneten Rückkehr von Schiltach und Lehengericht kamen zwei weitere Gemeinden hinzu. Bis 1852 war die Einwohnerzahl auf 12.275 gestiegen:
Als einfache Gemeinden:
| Gemeinde     | Einwohnerzahl |
| ------------ | ------------- |
| Wolfach      | 1.599         |
| Bergzell     | 460           |
| Einbach      | 833           |
| Kaltbrunn    | 626           |
| Kniebis      | 299           |
| Lehengericht | 873           |
| Oberwolfach  | 2.128         |
| Rippoldsau   | 782           |
| Schapbach    | 1.476         |
| Schenkenzell | 475           |
| Schiltach    | 1.495         |
| Kinzigtal    | 1.299         |

Von den 1299 Einwohnern Kinzigtals lebten 324 in den Nebenorten Langenbach und Uebelbach.

### 1885
Bei der Auflösung des Bezirksamtes Haslach 1857 wurden die Städte Haslach und Hausach sowie die Gemeinden Bollenbach, Fischerbach, Hofstetten, Mühlenbach, Schnellingen, Steinach, Sulzbach und Welschensteinach dem Bezirksamt Wolfach zugeteilt. Noch im selben Jahr folgte Kirnbach. 1864 wechselte Gutach vom Bezirksamt Triberg zum Bezirksamt Wolfach.
Dementsprechend waren es 4 Städte und 20 Gemeinden, auf die sich 1885 die 19.463 Einwohner verteilten:
| Gemeinde         | Einwohnerzahl |
| ---------------- | ------------- |
| Haslach          | 1.797         |
| Hausach          | 1.467         |
| Schiltach        | 2.136         |
| Wolfach          | 1.888         |
| Bergzell         | 577           |
| Bollenbach       | 382           |
| Einbach          | 736           |
| Fischerbach      | 992           |
| Gutach           | 2.133         |
| Hofstetten       | 767           |
| Kaltbrunn        | 562           |
| Kinzigtal        | 1.247         |
| Kirnbach         | 162           |
| Kniebis          | 176           |
| Lehengericht     | 794           |
| Mühlenbach       | 1.604         |
| Oberwolfach      | 1.966         |
| Rippoldsau       | 727           |
| Schapbach        | 1.288         |
| Schenkenzell     | 731           |
| Schnellingen     | 243           |
| Steinach         | 1.338         |
| Sulzbach         | 106           |
| Welschensteinach | 921           |

### 1939
Das Bezirksamt Triberg wurde 1924 aufgelöst, dabei wurden die Stadt Hornberg sowie die Gemeinden Niederwasser und Reichenbach dem Bezirksamt Wolfach zugeteilt.
1936 wurden Nordrach, Oberentersbach, Oberharmersbach, Unterentersbach, Unterharmersbach und Zell am Harmersbach vom Bezirksamt Offenburg sowie Prechtal vom aufgelösten Bezirksamt Waldkirch zum Bezirksamt Wolfach umgegliedert. Von dort wechselte am 1. April 1939 zusätzlich noch Biberach sowie Prinzbach von Lahr, dafür wurde Prechtal dem zukünftigen Landkreis Emmendingen zugewiesen.
Dem gegenüber reduzierte sich die Zahl der Gemeinden durch Eingemeindungen um vier. Betroffen waren Sulzbach (im April 1921 zu Einbach), Bergzell (im April 1937 zu Schenkenzell) und Kniebis (im April 1938 zu Rippoldsau) sowie im April 1939 Schnellingen (zu Haslach) Somit umfasste das Bezirksamt zum Zeitpunkt seiner Umwandlung in den Landkreis Wolfach, neben der Amtsstadt, 30 Gemeinden, Einwohnerzahlen laut Volkszählung im Mai 1939:
| Gemeinde           | Einwohnerzahl |
| ------------------ | ------------- |
| Biberach           | 1.639         |
| Bollenbach         | 369           |
| Einbach            | 708           |
| Fischerbach        | 902           |
| Gutach             | 2.023         |
| Haslach            | 3.537         |
| Hausach            | 2.236         |
| Hofstetten         | 701           |
| Hornberg           | 3.263         |
| Kaltbrunn          | 597           |
| Kinzigtal          | 1.032         |
| Kirnbach           | 790           |
| Lehengericht       | 890           |
| Mühlenbach         | 1.339         |
| Niederwasser       | 368           |
| Nordrach           | 1.692         |
| Oberentersbach     | 183           |
| Oberharmersbach    | 1.975         |
| Oberwolfach        | 2.027         |
| Pirnzbach          | 364           |
| Reichenbach        | 802           |
| Rippoldsau         | 1.259         |
| Schapbach          | 1.330         |
| Schenkenzell       | 1.181         |
| Schiltach          | 2.472         |
| Steinach           | 1.511         |
| Unterentersbach    | 446           |
| Unterharmersbach   | 1.452         |
| Welschensteinach   | 892           |
| Wolfach            | 2.495         |
| Zell am Hamersbach | 1.965         |

## Übergeordnete Behörden
Die, im Rahmen der Verwaltungsgliederung des Landes übergeordneten Behörden waren:
- 1810 bis 1832 der Kinzigkreis
- 1832 bis 1864 der Mittelrheinkreis
- 1864 bis 1866 der Landeskommissärbezirk Karlsruhe, zugleich wurden seine Gemeinden dem Kreisverband Offenburg zugeordnet.
- ab 1866 der Landeskommissärbezirk Freiburg

## Leiter der Verwaltung
Die Leitung der Verwaltung, mit unterschiedlichen Titeln und später Landrat, hatten inne:
| - 1813–1824: Georg Knupfer - 1824–1832: Kaspar Müller - 1832–1848: Franz Xaver Fernbach - 1848:0 Joseph Rieder - 1848–1850: Makarius Felleisen - 1850–1857: Joseph Mallebrein - 1857–1861: Friedrich von Krafft-Ebing - 1861–1864: Oktav Saur - 1864–1869: Wilhelm Schupp - 1869–1880: Joseph Seidenspinner - 1880–1884: Otto Beck - 1884–1890: Robert Benckiser | - 1890–1893: Edmund Lang - 1893–1897: Julius Becker - 1897–1900: Otto Flad - 1900–1905: Karl Meyer - 1905–1908: Adolf Bauer - 1909–1916: Friedrich Föhrenbach - 1917–1928: Camill Hofheinz - 1928–1935: Theodor Leutwein - 1935–1936: Max Dittler - 1936–1939: Ludwig Wagner |

## Weitere Entwicklung
Der Landkreis Wolfach wurde Anfang 1973 aufgelöst, dabei kam der überwiegende Teil mit der Stadt Wolfach zum Ortenaukreis. Vier Gemeinden wechselten zum Landkreis Rottweil, zwei weitere zum Landkreis Freudenstadt.